# Floricomus ornatulus
Floricomus ornatulus là một loài nhện trong họ Linyphiidae.
Loài này thuộc chi Floricomus. Floricomus ornatulus được Willis J. Gertsch & Wilton Ivie miêu tả năm 1936.